# クリスチャン・ムプンボ
クリスチャン・"トントン"・ムプンボ（Christian "Tonton" M'Pumbu、1977年6月2日 - ）は、コンゴ民主共和国の男性総合格闘家。キンシャサ出身。フランス・パリ在住。MMAファクトリー所属。元Bellator世界ライトヘビー級王者。クリスチャン・ムプンブとも表記される。

## 来歴
ムエタイとサバットを学び、2004年に総合格闘技デビュー。

### DEEP
2010年2月28日、DEEP初参戦となったDEEP 46 IMPACTのライトヘビー級王者決定トーナメント1回戦で桜木裕司と対戦し、スタンドパンチ連打でTKO勝ち。4月17日、DEEP 47 IMPACTのライトヘビー級王者決定トーナメント準決勝で中西良行と対戦し、1-4の判定負けを喫した。

### Bellator
2011年3月26日、Bellator初参戦となったBellator 38のライトヘビー級トーナメント1回戦でクリス・デイビスと対戦し、パウンドでTKO勝ち。4月23日、Bellator 42のライトヘビー級トーナメント準決勝でティム・カーペンターと対戦し、スタンドパンチ連打でTKO勝ち。5月21日、Bellator 45のライトヘビー級トーナメント決勝でリッチ・ヘイルと対戦し、パウンドでTKO勝ちを収め優勝を果たし、世界ライトヘビー級王座に認定された。
2013年2月28日、Bellator 91の世界ライトヘビー級タイトルマッチでアッティラ・ベグと対戦し、0-3の判定負けを喫し王座陥落した。
2014年2月28日、Bellator 110のライトヘビー級トーナメント1回戦でクイントン・"ランペイジ"・ジャクソンと対戦し、パウンドでKO負けを喫した。

## 戦績
| 総合格闘技 戦績 | 総合格闘技 戦績 | 総合格闘技 戦績 | 総合格闘技 戦績 | 総合格闘技 戦績 | 総合格闘技 戦績 | 総合格闘技 戦績 |
| --------------- | --------------- | --------------- | --------------- | --------------- | --------------- | --------------- |
| 30 試合         | (T)KO           | 一本            | 判定            | その他          | 引き分け        | 無効試合        |
| 21 勝           | 9               | 8               | 3               | 1               | 1               | 0               |
| 8 敗            | 2               | 2               | 4               | 0               | 1               | 0               |

| 勝敗 | 対戦相手                             | 試合結果                             | 大会名                                                       | 開催年月日     |
| ○    | セルジオ・ソウザ                     | 1R 1:23 失格（反則）                 | Magnum Fighting Championship 1                               | 2017年3月11日  |
| ○    | セバスチャン・ユオ・マルシャン       | 2R 2:12 TKO（腕の負傷）              | ADW: Road to Abu Dhabi 3                                     | 2016年8月12日  |
| ×    | デニス・ストイニッチ                 | 2R 1:36 TKO（パンチ連打）            | Hit Fighting Championship 2                                  | 2016年5月28日  |
| ○    | ラミス・テレグロフ                   | 2R 3:37 KO（パンチ）                 | WWFC: Cage Encounter 4                                       | 2015年9月19日  |
| ×    | ケンドール・グローブ                 | 2R 4:14 リアネイキドチョーク         | Bellator 127                                                 | 2014年10月3日  |
| ×    | クイントン・"ランペイジ"・ジャクソン | 1R 4:34 KO（右フック→パウンド）      | Bellator 110 【ライトヘビー級トーナメント 1回戦】            | 2014年2月28日  |
| ×    | アッティラ・ベグ                     | 5分5R終了 判定0-3                    | Bellator 91 【Bellator世界ライトヘビー級タイトルマッチ】     | 2013年2月28日  |
| ×    | トラビス・ビュー                     | 5分3R終了 判定0-3                    | Bellator 55                                                  | 2011年10月22日 |
| ○    | リッチ・ヘイル                       | 3R 4:17 TKO（右ストレート→パウンド） | Bellator 45 【ライトヘビー級トーナメント 決勝】              | 2011年5月21日  |
| ○    | ティム・カーペンター                 | 1R 2:08 TKO（スタンドパンチ連打）    | Bellator 42 【ライトヘビー級トーナメント 準決勝】            | 2011年4月23日  |
| ○    | クリス・デイビス                     | 3R 3:34 TKO（パウンド）              | Bellator 38 【ライトヘビー級トーナメント 1回戦】             | 2011年3月26日  |
| ×    | 中西良行                             | 5分2R終了 判定1-4                    | DEEP 47 IMPACT 【ライトヘビー級王者決定トーナメント 準決勝】 | 2010年4月17日  |
| ○    | 桜木裕司                             | 1R 2:29 TKO（スタンドパンチ連打）    | DEEP 46 IMPACT 【ライトヘビー級王者決定トーナメント 1回戦】  | 2010年2月28日  |
| ○    | 辰己豪人                             | 2R 4:53 TKO（パンチ連打）            | M-1 Challenge 18: Netherlands Day One                        | 2009年8月15日  |
| ○    | クシシュトフ・クラク                 | 5分2R終了 判定3-0                    | Multi Boxes: 1er Gala International                          | 2009年6月26日  |
| ○    | エノック・ソルベス                   | 1R 4:59 腕ひしぎ十字固め             | DEEP M-1 CHALLENGE 3rd EDITION in JAPAN                      | 2009年4月29日  |
| △    | レオナルド・ナシメント・ルシオ       | 5分3R終了 ドロー                     | 100% Fight 1                                                 | 2009年1月10日  |
| ○    | マルクス・ヴァンティネン             | 1R 2:15 リアネイキドチョーク         | M-1 Challenge 10: Finland                                    | 2014年10月3日  |
| ×    | ヤン・ブラホヴィッチ                 | 2R 3:12 腕ひしぎ十字固め             | KSW: Extra                                                   | 2008年9月13日  |
| ○    | バリー・ゲリニ                       | 1R 0:32 TKO（左ストレート→パウンド） | DEEP M-1 チャレンジ 5 in JAPAN                               | 2008年7月17日  |
| ×    | ファビオ・ガレブ                     | 5分2R終了 判定0-3                    | Fite Selektor                                                | 2008年3月13日  |
| ○    | デニス・ソボレフ                     | 1R 1:20 リアネイキドチョーク         | Star of Peresvit 【決勝】                                    | 2007年12月7日  |
| ○    | ステファン・ストルーフェ             | 1R 2:05 ダースチョーク               | Star of Peresvit 【準決勝】                                  | 2007年12月7日  |
| ○    | オレクセイ・ゴンチャル               | 5分2R終了 判定                       | Star of Peresvit 【1回戦】                                   | 2007年12月7日  |
| ○    | セルゲイ・ムハメドシン               | 1R 1:25 ギロチンチョーク             | M-1 MFC: International Mix Fight                             | 2007年3月17日  |
| ○    | ウラジミール・シェマロフ             | 5分2R終了 判定                       | Fire of Peresvit 【決勝】                                    | 2006年12月2日  |
| ○    | ヴァルダス・ポセヴィチウス           | 1R 1:48 リアネイキドチョーク         | Fire of Peresvit 【準決勝】                                  | 2006年12月2日  |
| ○    | デニス・バブロフ                     | 1R 2:20 リアネイキドチョーク         | Fire of Peresvit 【1回戦】                                   | 2006年12月2日  |
| ○    | ドラマン・トラオレ                   | 2R 2:40 リアネイキドチョーク         | Xtreme Gladiators 2                                          | 2006年3月11日  |
| ○    | クルジット・デガン                   | 1R 0:32 KO（パンチ連打）             | UKMMAC 7: Rage & Fury                                        | 2004年5月30日  |

## 獲得タイトル
- Fire of Persevit 優勝（2006年）
- Star of Peresvit 優勝（2007年）
- Bellatorシーズン4 ライトヘビー級トーナメント 優勝（2011年）
- 初代Bellator世界ライトヘビー級王座（2011年）